# کلمبیا جادوی وحشی
کلمبیا جادوی وحشی (به [Colombia magia salvaje] Error: {{Lang-xx}}: متن دارای نشانه‌گذاری ایتالیک است (راهنما)) یکم فیلم مستند کلمبیایی در سال ۲۰۱۵ است. مایک اسلی کارگردان و فیلم‌نامه‌نویسٔ این مستند است که توسط کمپانی‌های «گروه اکزیتو»، «بنیاد اکوپلنت» و «بریتانیکا آف د فنس» تهیه شد. این فیلم مستند نمونه ای از تنوع زیستی کلمبیا است که در ۸۵ مکان مختلف ثبت شده‌است تا تصویری از ۲۰ اکوسیستم را به دست آورد. بنا به گفتهٔ دست‌اندرکاران این مستند، قرار است در سال ۲۰۱۸ دنباله‌ای برای آن ساخته شود.
این مستند در زمان انتشارش توانست با فروش ۱٬۶۵۴٬۹۲۹ میزان رکورد فروش فیلم در تاریخ سینمای کلمبیا را جابه‌جا کند.
مستند بخش تنوع زیستی کلمبیا را در یک روایت پوشش می‌دهد که با مکان‌هایی مانند عمق اقیانوس آرام در جزایر مالپلو، حضور خرچنگ‌ها و نهنگ‌ها به پارک ملی در چوکو، شهر گمشده در سیرا نوادا د سانتا مارتا، رخ‌کرکس آند در پارک ملی طبیعی کوچو، پاراموس در کوهستان آند، سیرا د کریبیکت و نقاشی‌های غاری آن، دشت‌های شرقی، آمازوناس یا جزایر پرویدنسیا به پرده نمایش درآورده است.